# ゲンナジー・ゴロフキン 対 サウル・アルバレス第3戦
ゲンナジー・ゴロフキン 対 サウル・アルバレス第3戦（ゲンナジー・ゴロフキン たい サウル・アルバレスたい3せん、別名TRILOGY(完結編)）は、2022年9月17日にアメリカ合衆国ネバダ州ラスベガスのT-モバイル・アリーナで開催されたプロボクシングの試合。WBA・WBC・IBF・WBO世界スーパーミドル級統一王者のアルバレスと、WBA・IBF・IBO世界ミドル級統一王者のゴロフキンが行うタイトルマッチ。過去2戦はミドル級での対戦であったが、第3戦はアルバレスが持つスーパーミドル級王座全てを掛けての対戦となった。興行はマッチルーム・スポーツ・USAとカネロ・プロモーションズとGGGプロモーションズの合同興行として行われ、試合はDAZNが5月に続けてアメリカとカナダ、今回からアイルランドとイギリス、ニュージーランドとオーストラリアの6ヶ国に拡大してのペイ・パー・ビュー放送された(日本を含めたその他の配信国は通常通りの放送となった)。

## 試合までの経緯
第2戦以前の動向は「ゲンナジー・ゴロフキン 対 サウル・アルバレス第1戦」「ゲンナジー・ゴロフキン 対 サウル・アルバレス第2戦」を参照

### 第2戦からアルバレスの王座獲得及び防衛まで
2018年10月3日、ゴロフキンはキエフで開かれたWBC年次総会でアルバレス第2戦の判定に不服を示し、WBCにアルバレスとの即時の再戦を指令するよう要望する文書を提出するも、WBCはこれを却下して、アルバレスに選択試合を認め、ゴロフキンにはアルバレスへの挑戦権を懸けて同級暫定王者のジャーモール・チャーロと対戦するよう指令を出した。
2018年12月15日、ニューヨークのマディソン・スクエア・ガーデンで、当時ミドル級王者だったアルバレスが階級を上げてWBA世界スーパーミドル級正規王者ロッキー・フィールディングと対戦し、3回2分38秒TKO勝ちを収め、王座を獲得し3階級制覇に成功した。
2019年10月7日、アルバレスがメキシコのTVアステカのインタビューにおいて「私は既にプロモーターに伝えている。もし私をゴロフキンと戦わせたいのであれば、それはいくらかのビジネスにすぎず、チャレンジではない。私は彼に勝った。24ラウンドも与えて、彼は何もできなかった」とコメントし、ゴロフキンとの第3戦には否定的であることを明らかにした。
2020年5月6日、ビッグマッチを組みたいDAZNの意向と、2試合で決着はついたとこれまで対戦を渋っていたサウル・アルバレスが考えを変えたため、9月12日に第3戦目を行う案が浮上するが、ゴロフキンは、アルバレス陣営から前年9月とこの年の5月の2度に渡って対戦を拒否されたので、アルバレスの意向に合わせるのではなく、元々の計画だったカミル・シェレメタとのIBF指名戦を優先させ、9月にはアルバレスと対戦するつもりはないとする旨のコメントを発表した。
2020年12月6日、アルバレスがインタビューでゴロフキンとの第3戦について「ゴロフキンが望んでいる唯一の戦いが私との試合であることは知っている。私たちはパンデミックが始まる前にゴロフキン陣営と対戦交渉をしていたが、残念ながらパンデミックが起き、すべてがキャンセルとなってしまった」「168ポンドでタイトルを統一して歴史を作りたい。ゴロフキンはそのあとに考えたい」とコメントし、現段階ではスーパーミドル級4団体統一を目標としており、ゴロフキンとの第3戦はその後考えたいと表明した。
2020年12月19日、テキサス州サンアントニオのアラモドームで、アルバレスがWBA世界スーパーミドル級スーパー王者カラム・スミスとWBA王座団体内統一戦並びにWBC世界スーパーミドル級王座決定戦で対戦し、12回3-0(117-111、119-109×2)の判定勝ちを収め、WBAは王座統一による初防衛、空位だったWBC王座の獲得、スミスが保持していたリングマガジン認定王座の獲得にも成功した。
2021年2月27日、フロリダ州マイアミのハードロック・スタジアムで、アルバレスがWBC世界スーパーミドル級1位で指名挑戦者アブニ・イルディリムと対戦し、3回終了TKO勝ちを収めWBA王座は2度目、WBC王座の初防衛に成功した。試合後に5月8日にWBO世界スーパーミドル級王者ビリー・ジョー・ソーンダースとの3団体王座統一戦が発表された。
2021年5月8日、テキサス州のAT&Tスタジアムで、アルバレスがWBO世界スーパーミドル級王者ビリー・ジョー・ソーンダースと3団体王座統一戦を行い、8回終了TKO勝ちを収めWBA王座は3度目、WBC王座の2度目の防衛と、WBO王座の獲得に成功し3団体王座統一を果たした。
2021年11月6日、ラスベガスのMGMグランド・ガーデン・アリーナで、アルバレスがIBF世界スーパーミドル級王者カレブ・プラントと4団体王座統一戦を行い、11回1分5秒TKO勝ちを収め、WBA王座は4度目、WBC王座は3度目、WBO王座の初防衛及びIBF王座を獲得し、史上7人目となる主要4団体統一に成功しスーパーミドル級では初の4団体統一王者になった。
2022年3月19日、ゴロフキンがゴールデンボーイ・プロモーションズのオスカー・デ・ラ・ホーヤを相手取り、2018年9月に行われたサウル・アルバレス第2戦に関連しての未払い分があるとして、300万ドル（約3億9千万円）以上の損害賠償を求め提訴した。
2022年5月7日、ラスベガス・T-モバイル・アリーナでWBA世界ライトヘビー級スーパー王者ディミトリー・ビボルと対戦するが、12回0-3(113-115×3)の判定負けを喫し王座獲得に失敗した。試合後、アルバレスは次戦をビボルとの再戦を希望していたが、「私たちは既にゴロフキン戦の契約を結んでいる。始めたことは進めていかなければならない。私たちには2つの大きな戦いがある。それはゴロフキン戦とビボルとの再戦だ」とESPNのインタビューに応じ次戦がゴロフキンとの第3戦が濃厚であると報じられた。

### 第3戦決定から試合まで
2022年5月24日、アルバレスとゴロフキンの第3戦が9月17日にスーパーミドル級タイトルマッチとして第2戦から4年振りに再戦することが発表された。
2022年6月21日、アルバレスVSゴロフキン第3戦の試合会場が過去2戦と同じT-モバイル・アリーナで行われることが発表された。
2022年6月24日、アルバレスVSゴロフキン第3戦の記者会見がロサンゼルスで行われた。アルバレスは「あいつはいつもいい人のフリをしている。私はいい人のフリをするのは好きではない」と激しくゴロフキンを挑発するも、ゴロフキンは通訳を通じて「挑発的な質問には答えたくない」と回答し、大人の態度でアルバレスの挑発をスルーしたが、「もし、彼が一度でも間違ったことをしたのであれば、それを完全に忘れ去ることはできない。悪事の後、クリーンなままではいられない。それは彼にいつまでもついてまわることになるよ」と以前のアルバレスの薬物騒動を皮肉った。
2022年6月27日、ロサンゼルスに引き続きニューヨークで第3戦の記者会見が行われ、同日ヤンキー・スタジアムで行われたMLBニューヨーク・ヤンキースVSオークランド・アスレチックス戦の始球式にアルバレスが背番号『9』、ゴロフキンが背番号『17』のユニフォームを着て登場し、「9月17日決戦」をファンにアピール、それぞれ同時にファーストピッチを行い、試合の前の景気を盛り立てた。
2022年7月11日、アンダーカードでWBC世界スーパーフライ級王者ジェシー・ロドリゲスがWBC世界スーパーフライ級10位イスラエル・ゴンサレスと防衛戦を行うことが発表された。
2022年9月13日、アルバレスとゴロフキンがラスベガスに到着。MGMグランドでプレゼンテーションを行い、アルバレスは「ベストのゴロフキンを想定している。皆さんに素晴らしいファイトをお見せする」とコメントし、ゴロフキンは「引退を考えた時期もあったけど、これからも世界チャンピオンとして長いキャリアを送りたい」と意気込みを明かした。
2022年9月16日、前日計量が行われ、アルバレスが167.4ポンド、ゴロフキンが167.8ポンドを計測し両者とも一発で計量をパスした。
2022年9月17日、T-モバイル・アリーナで行われたWBA・WBC・IBF・WBO世界スーパーミドル級タイトルマッチに於いて、アルバレスが12回3-0（116-112、115-113×2）の判定勝ちを納めWBA王座は5度目、WBC王座は4度目、WBO王座は2度目、IBF王座の初防衛に成功した。試合後の会見で、アルバレスは左手首の靭帯損傷を明らかにし長期離脱の可能性があることを表明した。

## 対戦カード
^Note 1 WBA・WBC・IBF・WBO・リングマガジン世界スーパーミドル級タイトルマッチ
^Note 2 WBC世界スーパーフライ級タイトルマッチ
^Note 3 IBF北米スーパーミドル級王座決定戦・WBC世界スーパーミドル級シルバー王座決定戦
^Note 4 WBAインターナショナルミドル級王座決定戦
^Note 5 WBC全米スーパーミドル級王座決定戦

### 採点表
| 王座：WBAスーパー・WBC・IBF・WBO・リングマガジン世界スーパーミドル級タイトルマッチ | 王座：WBAスーパー・WBC・IBF・WBO・リングマガジン世界スーパーミドル級タイトルマッチ | 王座：WBAスーパー・WBC・IBF・WBO・リングマガジン世界スーパーミドル級タイトルマッチ | 王座：WBAスーパー・WBC・IBF・WBO・リングマガジン世界スーパーミドル級タイトルマッチ | 王座：WBAスーパー・WBC・IBF・WBO・リングマガジン世界スーパーミドル級タイトルマッチ |                                                | 主審：ラッセル・モーラ                         | 主審：ラッセル・モーラ                         | 主審：ラッセル・モーラ                         | 主審：ラッセル・モーラ                         | 主審：ラッセル・モーラ                                                         |                                                                                | 立会人：ヒルベルト・メンドーサ・ジュニア(WBA:パナマ,WBA会長) マウリシオ・スレイマン(WBC:メキシコ,WBC会長) カルロス・オルティス・ジュニア(IBF:アメリカ合衆国,チャンピオンシップチェアマン) フランシスコ・バルカルセル(WBO:プエルトリコ,WBO会長) | 立会人：ヒルベルト・メンドーサ・ジュニア(WBA:パナマ,WBA会長) マウリシオ・スレイマン(WBC:メキシコ,WBC会長) カルロス・オルティス・ジュニア(IBF:アメリカ合衆国,チャンピオンシップチェアマン) フランシスコ・バルカルセル(WBO:プエルトリコ,WBO会長) | 立会人：ヒルベルト・メンドーサ・ジュニア(WBA:パナマ,WBA会長) マウリシオ・スレイマン(WBC:メキシコ,WBC会長) カルロス・オルティス・ジュニア(IBF:アメリカ合衆国,チャンピオンシップチェアマン) フランシスコ・バルカルセル(WBO:プエルトリコ,WBO会長) | 立会人：ヒルベルト・メンドーサ・ジュニア(WBA:パナマ,WBA会長) マウリシオ・スレイマン(WBC:メキシコ,WBC会長) カルロス・オルティス・ジュニア(IBF:アメリカ合衆国,チャンピオンシップチェアマン) フランシスコ・バルカルセル(WBO:プエルトリコ,WBO会長) | 立会人：ヒルベルト・メンドーサ・ジュニア(WBA:パナマ,WBA会長) マウリシオ・スレイマン(WBC:メキシコ,WBC会長) カルロス・オルティス・ジュニア(IBF:アメリカ合衆国,チャンピオンシップチェアマン) フランシスコ・バルカルセル(WBO:プエルトリコ,WBO会長) |
| 開催日：2022年9月17日                                                              | 開催日：2022年9月17日                                                              | 開催日：2022年9月17日                                                              | 開催日：2022年9月17日                                                              | 開催日：2022年9月17日                                                              | 会場：ネバダ州ラスベガス・T-モバイル・アリーナ | 会場：ネバダ州ラスベガス・T-モバイル・アリーナ | 会場：ネバダ州ラスベガス・T-モバイル・アリーナ | 会場：ネバダ州ラスベガス・T-モバイル・アリーナ | 会場：ネバダ州ラスベガス・T-モバイル・アリーナ | 主催：マッチルーム・スポーツ・USA カネロ・プロモーションズ GGGプロモーションズ | 主催：マッチルーム・スポーツ・USA カネロ・プロモーションズ GGGプロモーションズ | 主催：マッチルーム・スポーツ・USA カネロ・プロモーションズ GGGプロモーションズ | 主催：マッチルーム・スポーツ・USA カネロ・プロモーションズ GGGプロモーションズ | 主催：マッチルーム・スポーツ・USA カネロ・プロモーションズ GGGプロモーションズ | | |
| サウル・アルバレス                                                                 | サウル・アルバレス                                                                 | 対                                                                                 | ゲンナジー・ゴロフキン                                                             | ゲンナジー・ゴロフキン                                                             | サウル・アルバレス                             | サウル・アルバレス                             | 対                                             | ゲンナジー・ゴロフキン                         | ゲンナジー・ゴロフキン                         | サウル・アルバレス                                                             | サウル・アルバレス                                                             | 対 | ゲンナジー・ゴロフキン | ゲンナジー・ゴロフキン | | |
| RS                                                                                 | TS                                                                                 | 回                                                                                 | TS                                                                                 | RS                                                                                 | RS                                             | TS                                             | 回                                             | TS                                             | RS                                             | RS                                                                             | TS                                                                             | 回 | TS | RS | | |
| 10                                                                                 |                                                                                    | 1                                                                                  |                                                                                    | 9                                                                                  |                                                | 9                                              |                                                | 1                                              |                                                | 10                                                                             |                                                                                | 9 | | 1 | | 10 |
| 10                                                                                 | 20                                                                                 | 2                                                                                  | 18                                                                                 | 9                                                                                  | 10                                             | 19                                             | 2                                              | 19                                             | 9                                              | 10                                                                             | 19                                                                             | 2 | 19 | 9 | | |
| 10                                                                                 | 30                                                                                 | 3                                                                                  | 27                                                                                 | 9                                                                                  | 10                                             | 29                                             | 3                                              | 28                                             | 9                                              | 10                                                                             | 29                                                                             | 3 | 28 | 9 | | |
| 10                                                                                 | 40                                                                                 | 4                                                                                  | 36                                                                                 | 9                                                                                  | 10                                             | 39                                             | 4                                              | 37                                             | 9                                              | 10                                                                             | 39                                                                             | 4 | 37 | 9 | | |
| 10                                                                                 | 50                                                                                 | 5                                                                                  | 45                                                                                 | 9                                                                                  | 10                                             | 49                                             | 5                                              | 46                                             | 9                                              | 10                                                                             | 49                                                                             | 5 | 46 | 9 | | |
| 9                                                                                  | 59                                                                                 | 6                                                                                  | 55                                                                                 | 10                                                                                 | 10                                             | 59                                             | 6                                              | 55                                             | 9                                              | 10                                                                             | 59                                                                             | 6 | 55 | 9 | | |
| 10                                                                                 | 69                                                                                 | 7                                                                                  | 64                                                                                 | 9                                                                                  | 10                                             | 69                                             | 7                                              | 64                                             | 9                                              | 10                                                                             | 69                                                                             | 7 | 64 | 9 | | |
| 9                                                                                  | 78                                                                                 | 8                                                                                  | 74                                                                                 | 10                                                                                 | 9                                              | 78                                             | 8                                              | 74                                             | 10                                             | 9                                                                              | 78                                                                             | 8 | 74 | 10 | | |
| 10                                                                                 | 88                                                                                 | 9                                                                                  | 83                                                                                 | 9                                                                                  | 10                                             | 88                                             | 9                                              | 83                                             | 9                                              | 9                                                                              | 87                                                                             | 9 | 84 | 10 | | |
| 9                                                                                  | 97                                                                                 | 10                                                                                 | 93                                                                                 | 10                                                                                 | 9                                              | 97                                             | 10                                             | 93                                             | 10                                             | 10                                                                             | 97                                                                             | 10 | 93 | 9 | | |
| 10                                                                                 | 107                                                                                | 11                                                                                 | 102                                                                                | 9                                                                                  | 9                                              | 106                                            | 11                                             | 103                                            | 10                                             | 9                                                                              | 106                                                                            | 11 | 103 | 10 | | |
| 9                                                                                  | 116                                                                                | 12                                                                                 | 112                                                                                | 10                                                                                 | 9                                              | 115                                            | 12                                             | 113                                            | 10                                             | 9                                                                              | 115                                                                            | 12 | 113 | 10 | | |
| 計                                                                                 | 116                                                                                | –                                                                                  | 112                                                                                | 計                                                                                 |                                                | 計                                             | 115                                            | –                                              | 113                                            | 計                                                                             |                                                                                | 計 | 115 | – | 113 | 計 |
| 副審：デーブ・モレッティ                                                           | 副審：デーブ・モレッティ                                                           | 副審：デーブ・モレッティ                                                           | 副審：デーブ・モレッティ                                                           | 副審：デーブ・モレッティ                                                           | 副審：スティーブ・ワイスフェルド               | 副審：スティーブ・ワイスフェルド               | 副審：スティーブ・ワイスフェルド               | 副審：スティーブ・ワイスフェルド               | 副審：スティーブ・ワイスフェルド               | 副審：デイビッド・サザーランド                                                 | 副審：デイビッド・サザーランド                                                 | 副審：デイビッド・サザーランド | 副審：デイビッド・サザーランド | 副審：デイビッド・サザーランド | | |
| 処分：無し                                                                         | 処分：無し                                                                         | 処分：無し                                                                         | 処分：無し                                                                         | 処分：無し                                                                         | 減点：無し                                     | 減点：無し                                     | 減点：無し                                     | 減点：無し                                     | 減点：無し                                     | 結果：アルバレス12回3-0の判定勝ち                                              | 結果：アルバレス12回3-0の判定勝ち                                              | 結果：アルバレス12回3-0の判定勝ち | 結果：アルバレス12回3-0の判定勝ち | 結果：アルバレス12回3-0の判定勝ち | | |